# 江口亮介
江口 亮介（えぐち りょうすけ）は、日本の起業家、実業家。株式会社TERASSの創業者・代表取締役社長。慶應義塾大学経済学部を卒業後、リクルート、マッキンゼー・アンド・カンパニーを経て2019年にTERASSを設立した。一般社団法人不動産テック協会の理事を務める。著書に『本当に家を買っても大丈夫か?と思ったら読む 住宅購入の思考法』（ダイヤモンド社、2024年）がある。

## 経歴
- 慶應義塾大学経済学部卒業。2012年、株式会社リクルート（現・リクルート住まいカンパニー）入社。SUUMOの広告企画営業や売買領域の商品戦略に従事。2017年、マッキンゼー・アンド・カンパニーに入社。[2][1]
- 2019年4月、次世代不動産エージェントファームを掲げる株式会社TERASSを創業、代表取締役社長に就任。[1][5]
- 2023年、一般社団法人不動産テック協会の理事に就任。[3]
- 2025年7月、TERASSはシリーズCラウンドで総額31億円（第三者割当増資20億円、セカンダリー11億円）を調達。[6][7]

## 受賞
- Forbes JAPAN「Rising Star 2021」選出。[8]
- Forbes JAPAN「Forbes JAPAN 100（今年の顔）」に選出（2021年）。[9]

## 著書
- 『本当に家を買っても大丈夫か?と思ったら読む 住宅購入の思考法』ダイヤモンド社、2024年。[4]